# Gorgonzola (gemeente)
Gorgonzola is een gemeente in de Italiaanse metropolitane stad Milaan (regio Lombardije) en telt 18.324 inwoners (31-12-2004). De oppervlakte bedraagt 10,7 km², de bevolkingsdichtheid is 1703,64 inwoners per km².

## Demografie
Gorgonzola telt ongeveer 7604 huishoudens. Het aantal inwoners steeg in de periode 1991-2001 met 8,7% volgens cijfers uit de tienjaarlijkse volkstellingen van ISTAT.
| Jaar | Inwoneraantal |
| ---- | ------------- |
| 1991 | 16.258        |
| 2001 | 17.674        |

## Geografie
De gemeente ligt op ongeveer 133 m boven zeeniveau.
Gorgonzola grenst aan de volgende gemeenten: Gessate, Pessano con Bornago, Bussero, Bellinzago Lombardo, Pozzuolo Martesana, Cassina de' Pecchi, Melzo.

## Geboren
- Luca Castellazzi (19 juli 1975), voetballer